# Beth Carvalho
Elizabeth Santos Leal de Carvalho, más conocida como Beth Carvalho (Río de Janeiro, 5 de mayo de 1946-ibidem, 30 de abril de 2019), fue una cantante brasileña de samba, guitarrista y compositora, una de las más destacadas en su género. Su canción más conocida, Coisinha Do Pai, fue incluida en la nave Mars Pathfinder.

## Biografía
Beth Carvalho comenzó a cantar en radio a los siete años, pero su primer LP, Andança, recién fue grabado en 1968, alrededor de la canción del mismo nombre que le valiera el tercer lugar en el Festival Internacional da Canção de ese año, detrás de Sabiá, de Tom Jobim y Chico Buarque, interpretado por Cynara y Cybele y del clásico Pra não dizer que não falei de flores (Caminando) de Geraldo Vandré.
Luego de pasar en 1971 la escola de samba Unidos de São Carlos (convertida después en Estácio de Sá) se incorporó a GRES Estação Primeira de Mangueira, una de las más tradicionales escuelas de samba de Brasil, identificándose desde entonces profundamente con ella hasta ser su madrina.
Tuvo varios éxitos como Vou Festejar y la ya mencionada Coisinha Do Pai. Editó 24 álbumes, ganando 16 discos de oro y 9 de platino.
En los 80 inició el movimiento de samba pagode usando instrumentos no tradicionales del samba y sin arreglos pop.
Beth Carvalho fundó varias escuelas para enseñar samba y compuso canciones sobre temáticas sociales, orientadas a los reclamos de los pobres y los indígenas.
En el Carnaval de 2007 mantuvo un serio entredicho con Mangueira a causa de que no se le permitió desfilar en la carroza.
Murió en Río de Janeiro el 30 de abril de 2019, a los 72 años, a causa de una infección generalizada.

## Discografía
- Andança, 1969 (Odeon)
- Canto Por Um Novo Dia, 1973 (Tapecar)
- Pra Seu Governo, 1974 (Tapecar)
- Pandeiro e Viola, 1975 (Tapecar)
- Mundo Melhor, 1976 (RCA)
- Nos Botequins da Vida, 1977 (RCA)
- De Pé No Chão, 1978 (RCA)
- Beth Carvalho no Pagode, 1979 (RCA)
- Sentimento Brasileiro, 1980 (RCA)
- Na fonte, 1981 (RCA)
- Traço de União, 1982 (RCA)
- Traço de União, 1982 (RCA)
- Suor no Rosto, 1983 (RCA)
- Coração Feliz, 1984 (RCA)
- Das Bençãos Que Virão Com os Novos Amanhãs, 1985 (RCA)
- Beth, 1986 (RCA)
- Beth Carvalho Ao Vivo (Montreux), 1987 (RCA)
- Alma do Brasil, 1988 (Polygram)
- Saudades da Guanabara, 1989 (Polygram)
- Intérprete, 1991 (Polygram)
- Ao Vivo no Olympia, 1991 (Som Livre)
- Pérolas - 25 Anos de Samba, 1992 (Som Livre)
- Beth Carvalho Canta o Samba de São Paulo, 1993 (Velas)
- Brasileira da Gema, 1996 (Polygram)
- Pérolas do Pagode, 1998 (Globo / Polydor)
- Pagode de Mesa Ao Vivo, 1999 (Universal Music)
- Pagode de Mesa Ao Vivo 2, 2000 (Universal Music)
- Nome Sagrado - Beth Carvalho Canta Nelson Cavaquinho, 2001 (Jam Music)
- Beth Carvalho Canta Cartola, 2003 (BMG)
- Beth Carvalho - A Madrinha do Samba - Ao Vivo (CD), 2004 (Indie)
- Beth Carvalho - A Madrinha do Samba - Ao Vivo (DVD), 2004 (Indie)
- Beth Carvalho - 40 anos de Carreira - Ao Vivo no Theatro Municipal (DVD), BMG - 2006 (Andança/Sony BMG)
- Beth Carvalho - 40 anos de Carreira - Ao Vivo no Theatro Municipal - Vol.1 (CD), 2006 (Andança/Sony BMG)
- Beth Carvalho - 40 anos de Carreira - Ao Vivo no Theatro Municipal - Vol.2 (CD), 2006 (Andança/Sony BMG)
- Beth Carvalho - Canta o Samba da Bahia (CD / DVD), 2008 (Andança/EMI)
- Beth Carvalho - Nosso Samba Ta Na Rua (2011) Músicas Inéditas Após 15 Anos.